# Mr. Cab Driver
Mr. Cab Driver è un singolo di Lenny Kravitz pubblicato nel 1990, il terzo estratto dal suo album d'esordio, Let Love Rule (1989).

## Il brano
Il brano fu scritto da Kravitz in seguito al litigio con un tassista, e contiene riferimenti antirazzisti.

## Video
Diretto da Geoff Barish, il video era in bianco e nero e mostrava Kravitz tra le strade di New York, alle prese con una situazione simile a quella della canzone.

## Tracce
1. Mr Cab. Driver – 3:52
2. Blues for Sister Someone (live) – 3:33
3. Does Anybody Out There Even Care – 3:59
4. Rosemary (live) – 7:11